# St. Johannes (Mannheim-Rheinau)

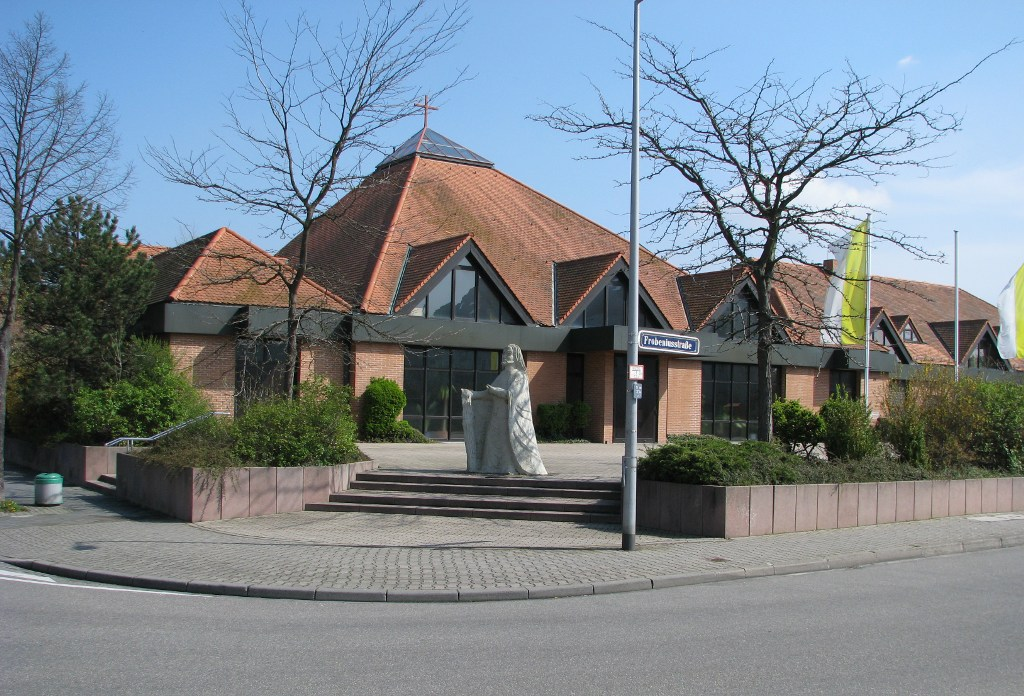
St. Johannes, 2008

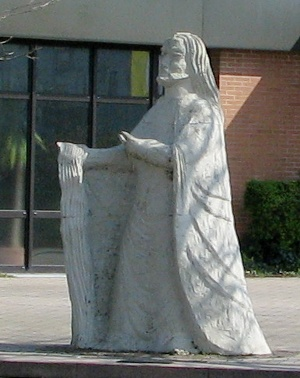
Johannesskulptur

St. Johannes ist eine katholische Pfarrkirche im Mannheimer Ortsteil Rheinau-Süd. Sie wurde zwischen 1984 und 1986 nach den Plänen von Heinz Heß errichtet.

## Geschichte
Ab 1933 entstand südlich von Mannheim auf Brühler Gemarkung eine Siedlung der I.G. Farben (heute BASF). 1944 wurde die Siedlung von Mannheim eingemeindet. Für die Betreuung der Katholiken war der Pfarrer der Rheinauer Kirche St. Antonius zuständig. Als Filiale wurde 1954 in Rheinau-Süd eine kleine Kirche mit 200 Sitzplätzen unter dem Patrozinium Johannes des Täufers gebaut. Nach nur dreißig Jahren musste sie abgerissen werden. Für die weiter gewachsene Siedlung war sie zu klein geworden, hinzu war sie baufällig. Da die Stadt an diesem Standort eine Zubringerstraße in das Neubaugebiet plante, entschloss man sich auch, das Grundstück an der Leutweinstraße aufzugeben und den Neubau am Marktplatz zu beginnen.
Am 2. Juni 1985 wurde der Grundstein für die neue Kirche gelegt und an Weihnachten 1986 konnte der erste Gottesdienst gefeiert werden. Am 30. August 1987 wurde die Kirche von Weihbischof Karl Gnädinger konsekriert. 2001 schlossen sich die Gemeinden im Mannheimer Süden St. Johannes, St. Antonius (Rheinau), St. Konrad (Casterfeld), St. Theresia (Pfingstberg) und Heilig-Kreuz (Hochstätt) zur Seelsorgeeinheit Mannheim-Süd zusammen.

## Beschreibung

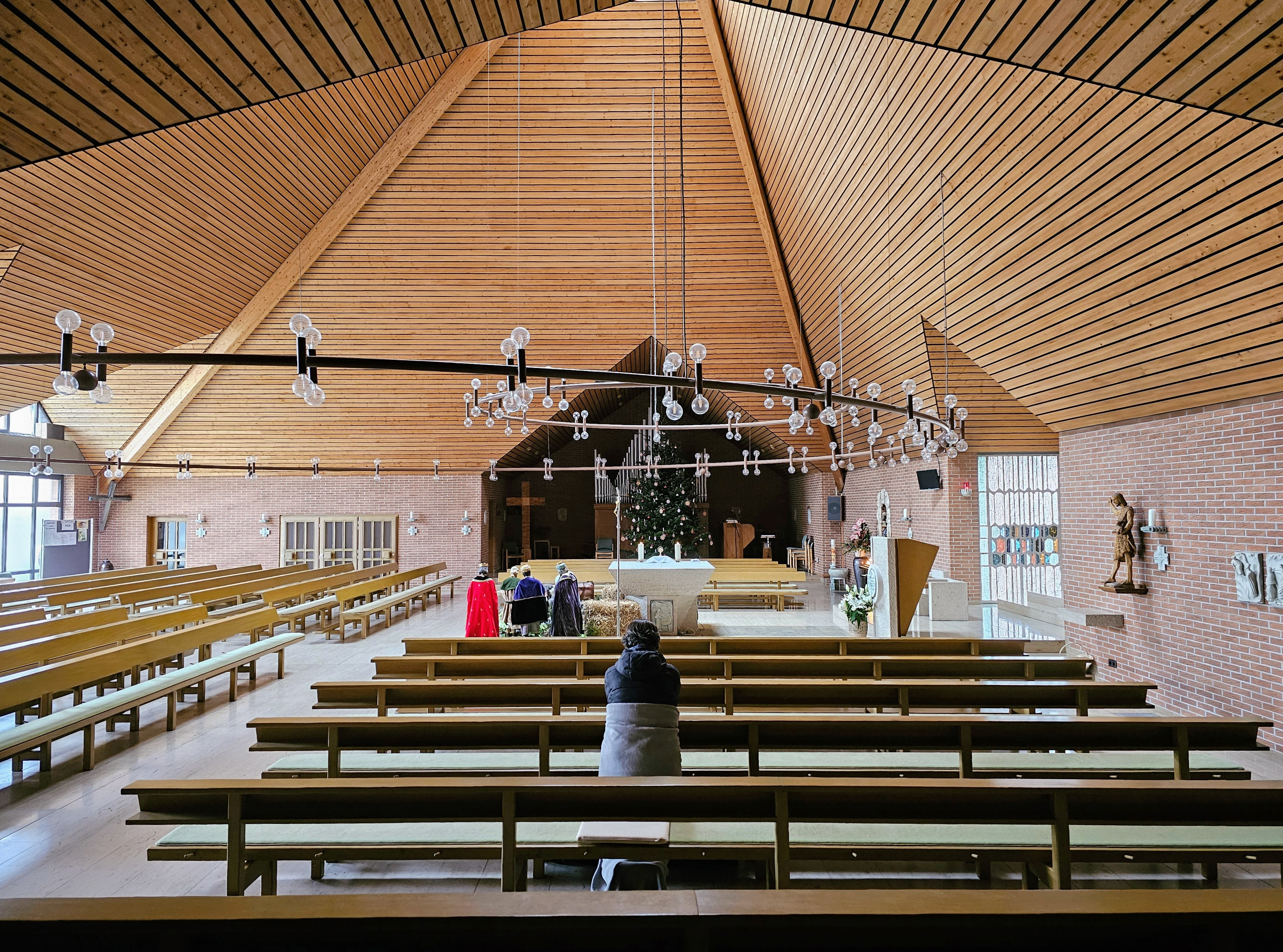
Innenraum (2024)

Die Kirche steht im Zentrum Rheinau-Süds am Marktplatz. Sie war das letzte Werk des Architekten Heinz Heß, der den katholischen Kirchenbau in Mannheim nach dem Zweiten Weltkrieg mitgeprägt hatte. Der 1.400 Quadratmeter große Baukomplex folgt der Idee eines umfassenden Gemeindezentrums und beinhaltet neben der Kirche einen Gemeindesaal, einen Jugendraum und einen Kindergarten mit 100 Plätzen.
An der künstlerischen Ausgestaltung der Kirche war Elisabeth T. Veith beteiligt. Der Altar wurde passend zur Architektur gestaltet. Der Altarstein aus der Vorgängerkirche, eine 35 mal 35 Zentimeter große Marmorplatte, wurde 2005 nach St. Johannes überführt. Eine Johannesstatue und ein Holzkreuz waren schon zuvor übernommen worden. Die große Johannesskulptur aus Beton auf dem Vorplatz stammt vom Bildhauer Leo Janischowsky. Sie war eine Stiftung des Bauunternehmens, das den Gebäudekomplex erstellt hatte.